# Brett Gardner
Brett M. Gardner (Holly Hill, Carolina del Sur, EUA, 24 de agosto de 1983) es un pelotero de las Grandes Ligas de Béisbol. Debutó en el año 2008 con los New York Yankees, participando en 42 juegos con un promedio de bateo de .228. En 2009 tomó parte en 108 encuentros con promedio a la ofensiva de .270. Ganó junto a su equipo la Serie Mundial de ese año frente a los Philadelphia Phillies, donde intervino en cinco partidas. Su posición primaria en el campo de juego ha sido como jardinero central.
Después de su primer año en la universidad, fue reclutado por los Yanquis en la tercera ronda en 2005 y recibió un bono por firmar de $ 210,000